# Convoi HX 4
Le convoi HX 4 est un convoi passant dans l'Atlantique nord, pendant la Seconde Guerre mondiale. Il part de Halifax au Canada le 8 octobre 1939 pour différents ports du Royaume-Uni. Il arrive à Liverpool le 22 octobre 1939.

## Composition du convoi
Ce convoi est constitué de 10 cargos :
- Royaume-Uni : 10 cargos[3]

## L'escorte
Ce convoi est escorté en début de parcours par :
- les destroyers canadiens : HMCS St. Laurent et HMCS Fraser (en)
- le croiseur lourd britannique : HMS York

Une couverture aérienne est disponible les deux premiers et les deux derniers jours du voyage.

## Le voyage
Le HMCS St. Laurent retourne immédiatement à Halifax. Le 9 octobre, un des cargos (Rockpool) a des ennuis mécaniques et réduit l'allure. Le 10 octobre, une partie du convoi se disperse et l'escorte fait demi-tour.
Un des cargos[Lequel ?] arrive le 24 octobre.